# 1739 у науці
У 1739 році в науці й техніці відбулися такі важливі події.

## Науки про Землю
Плінієве виверження вулкана Тарумае в Японії.

## Відкриття
- 1 січня — французький дослідник Жан-Батіст Шарль Буве де Лозьє відкрив острів Буве в південній частині Атлантичного океану.

## Математика
- Леонард Ейлер розв'язує загальне однорідне лінійне звичайне диференціальне рівняння зі сталими коефіцієнтами.
- Ейлер винаходить тоннец ((нім.) for "tone-network"), концептуальну ґратчасту діаграму, яка показує двовимірний тональний простір, створений мережею зв’язків між звуками лише в музичному строю.[1][2]

## Фізика
- Емілі дю Шатле публікує Dissertation sur la nature et la propagation du feu. Французька академія наук вперше опублікувала працю, написану жінкою.

## Нагороди
- Медаль Коплі: Стівен Гейлс.[3]

## Товариства
- 2 червня — у Стокгольмі Ліннеєм, Мортеном Трівальдом та іншими засновано Шведську королівську академію наук.[4]

## Народились
- 17 січня — Джеймс Андерсон (помер 1808), шотландський агроном і економіст.
- 18 січня — Йоган Хрістіан Даніель фон Шребер (помер 1810), німецький натураліст. Він описав численних ссавців і зібрав дуже важливий гербарій.
- 11 березня — Луї-Гійом де Лафолі (помер 1780), французький фізик і хімік.
- 15 квітня — Йожеф Якаб Вінтерль (помер 1809), угорський хімік і ботанік.
- 20 квітня — Вільям Бартрам (помер 1823), американський натураліст. Він створив найповніший список птахів Сполучених Штатів Америки свого часу.
- 26 квітня — 
  - Ніколас Контерей Лаллемант (помер 1829), французький математик.
  - П'єтро Москаті (помер 1824), італійський лікар і політик.
- 30 листопада — Георг Ротман (помер 1778), шведський ботанік.
- 14 грудня — П'єр Самюель дю Пон де Немур (помер 1817), промисловець і економіст.
- Ізраель Лайонс (помер 1775), англійський математик і ботанік.

## Померли
- 15 лютого — Еустакіо Манфреді (нар. 1674), італійський математик, астроном і поет.
- 19 квітня — Ніколас Сондерсон (нар. 1683), англійський математик.
- 27 квітня — Ніколя Саррабат (нар. 1698), французький астроном і вчений. У 1729 році він спостерігав комету, яка має його ім'я.
- 16 липня — Шарль Франсуа Дюфе (нар. 1698), французький хімік.
- 24 серпня — Такебе Кенко (нар. 1664), японський математик.